# Pizon Pontifex
Lucjusz Kalpurniusz Pizon Pontifex (łac. Lucius Calpurnius Piso Pontifex; ur. 48 p.n.e., zm. 32 n.e.) był rzymskim senatorem i dowódcą z czasów początku pryncypatu. Był synem Lucjusza Kalpurniusza Pizona Caesoninusa, konsula w 58 p.n.e., oraz bratem Kalpurni Pisonii, która została trzecią żoną Juliusza Cezara.

## Początek kariery
Prawdopodobnie zanim został konsulem, Pizon był prokonsulem prowincji Gallia Transpadana, gdzie w Mediolanie przewodniczył w postępowaniu sądowym o zabójstwo. Winowajcę bronił orator Gajusz Albutius Silus, obywatel Novary. Jego zapał w obronie doprowadził do tak burzliwych oklasków ze strony przepełnionego sądu, że liktorom pomimo wysiłków nie udało się utrzymać porządku na forum.
W 15 p.n.e. Pizon został wybrany konsulem wraz z Markiem Liwiuszem Druzusem Libonem. Tuż przed swoim konsulatem albo zaraz po nim, prowadził kampanię przeciwko Windelikom. Był to lud pochodzenia celtyckiego, który zamieszkiwał północną Recję między Dunajem, Inem a Alpami. W tym właśnie czasie został podbity przez Tyberiusza i Druzusa.

## Wojna tracka
W latach 13–11 p.n.e. lub 12–10 p.n.e., Pizon prowadził walki z Trakami. W owym czasie bowiem Wologezes, przywódca plemienia Bessów, zbuntował się wraz ze swoimi zwolennikami. Pokonał i zabił w bitwie Reskuporysa II, władcę szczepu Sapajów, a jego stryja, Remetalkesa I, zmusił do ucieczki. W pogoni za nim najechał Chersonez Tracki, gdzie wywołał wielkie spustoszenie. Ze względu na te wydarzenia, Pizonowi, który był wtedy namiestnikiem Pamfylii oraz prawdopodobnie Galacji, nakazano wyruszyć przeciwko niemu. Gdy Bessowie usłyszeli, że Pizon się zbliża, naprzód wycofali się do swojej ojczyzny. Wtedy Pizon wkroczył do ich kraju i chociaż na początku został pokonany, zwyciężał ich po kolei i pustoszył zarówno ich ziemie, jak i ziemie sąsiednich plemion, które przyłączyły się do powstania. W ciągu trzech lat, tocząc walki zarówno pod murami miast, jak i w otwartym polu, wycinając w pień całe rzesze wrogów, Pizon zmusił wszystkie te plemiona do poddanie się. Kładąc kres powstaniu przywracał równocześnie bezpieczeństwo Azji i pokój Macedonii. Za te sukcesy zostały mu przyznane suplikacje i odznaki triumfalne (ornamenta triumphalia). Następnie Remetalkes I otrzymał od Augusta ziemie swojego zmarłego bratanka, wraz z pewnymi dodatkami, tak że stał się królem nad całym ludem Tracji.

## Kamień tyburtyński
Jeżeli kamień tyburtyński mówi o Pizonie, to oznacza, że był następnie prokonsulem Azji i legatem Syrii. Jego namiestnictwo Azji umieszczałoby się w takiej sytuacji w 9/8 p.n.e. lub 8/7 p.n.e., a namiestnictwo Syrii w 4-1 p.n.e. Na potwierdzenie namiestnictwa Azji przez Pizona Pontifexa przytacza się jeden z epigramów Antypatra z Tessaloniki, który nie jest jednak jednoznaczny. Dotycząca namiestnika Azji inskrypcja ze Stratonikei w Karii mówi o Lucjuszu Kalpurniuszu Pizonie, ale prawdopodobnie dotyczy jednak Lucjusza Kalpurniusza Pizona Augura, o którym wiadomo, że był prokonsulem Azji. Istnieją także dwie inskrypcje (z Hierapolis-Kastabali w Cilicia Pedia i niepublikowana jeszcze z Ojnoandy w Lycji) które mówią o Pizonie jako legatus pro praetore oraz uhonorowywują go jako dobroczyńcę i patrona. Pierwsza jest czasem przytaczana jako potwierdzenie namiestnictwa Syrii przez Pizona Pontifexa, jednak możliwe jest także, że dotyczy go jako legata Galacji-Pamfylii a nie Syrii, tak jak niewątpliwie druga inskrypcja może się odnościć tylko do namiestnictwa Galacji-Pamfylii. Ronald Syme uważa natomiast, że inskrypcja z Hierapolis-Kastabali może odnosić się także do jeszcze innego Lucjusza Pizona.

## Prefekt miejski
Przez piętnaście lat, od 17 n.e. do 32 n.e., Pizon był praefectus urbi (dowódcą straży miejskiej) i jego zadaniem było utrzymanie bezpieczeństwa w Rzymie. Powszechnie uważano, że otrzymał to stanowisko, ponieważ miał przez dwa dni bez przerwy ucztować i pić z Tyberiuszem, po tym jak został cesarzem. Według Seneki Pizon był pijany stale od chwili, gdy upił się po raz pierwszy. Większą część nocy miał spędzać na hulankach, a potem spać aż do szóstej prawie godziny. Tak miał wyglądać każdy jego poranek. Jednocześnie jednak wraz z Tacytem i Wellejuszem Paterkulusem podkreśla, że służbę swą wykonywał jak najdokładniej, będąc prefektem miasta. Nigdy on służalczych zdań dla własnej korzyści nie wypowiadał, a gdy sytuacja go do tego zmuszała, umiał je rozumnie dawkować. To właśnie łagodne sprawowanie tego urzędu, a nie zaszczyt triumfu na który zasłużył w Tracji, było głównym tytułem do jego sławy. Swetoniusz i Józef Flawiusz błędnie określają czas w którym Pizon był prefektem stolicy.

## Opiekun pisarzy
Wspomniany wyżej Antypater z Tessaloniki, działający w Rzymie jako nauczyciel filozofii, był klientem Pizona. Jako ambasador swojego rodzinnego miasta został wysłany do niego i oferował Pizonowi poemat świętujący jego zwycięstwo nad Besami. Najwyraźniej Pizon był zadowolony z tego co usłyszał, ponieważ Antypater dołączył do kręgu jego przyjaciół i z ponad setki swoich epigramów, w wielu wspominał Pizona.
Według Pomponiusza Porfiriusza, to właśnie do tego Pizona i jego dwóch synów Horacy kierował swój list O sztuce poetyckiej (De arte poetica). Porfiriusz pisał także, że Pizon sam był poetą oraz opiekunem sztuk wyzwolonych. Ostatnio uczeni przychylają się jednak do zdania filologów z XIX wieku, upatrujących adresatów w osobie Gnejusza Kalpurniusza Pizona, konsula w 23 p.n.e., i jego synów: Gnejusza Kalpurniusza Pizona, konsula w 7 p.n.e. i Pizona Augura, konsula w 1 p.n.e..
Tak samo powiedzenie Oktawiana Augusta przytoczone przez Plutarcha odnosi się do któregoś z powyższych Pizonów, choć nie wiadomo dokładnie do którego. Kiedy Pizon z niezwykłą starannością zajmował się budową domu, od fundamentów aż po sam dach, August powiedział do niego: Sprawiasz mi wielką radość, budując w ten sposób, jakby Rzym miał być wieczny.
Pizon zmarł śmiercią naturalną będąc arcykapłanem, co w owym czasie było rzadkością przy tak dostojnym stanowisku. Po upadku Sejana w 31 wielu bowiem ludzi zostało zabitych przez Tyberiusza za powiązania, rzeczywiste bądź zmyślone, z nim. Na mocy uchwały senatu rzymskiego został zaszczycony publicznym pogrzebem.
Jego córka Kalpurnia poślubiła Noniusa Asprenasa, konsula dodatkowego w 6 n.e..